# MeetFactory
Международный центр современного искусства «MeetFactory» (англ. MeetFactory) — некоммерческий культурный центр в чешском городе Прага, открытый в 2001 году по инициативе скульптора Давида Черни; специализируется на современном искусстве — разделён на четыре отдела: музыкальный, театральный, изобразительных искусств и художественную мастерскую; после того как наводнение 2002 года разрушило его первую площадку, открыл новые помещения в промышленном здании в районе Смихов в 2005. Всего в здании расположились три галереи: «MeetFactory», «Kostka Gallery» и «Wall Gallery».

## История и описание

### Здание
Международный центр современного искусства «MeetFactory» размещается в здании стекольного завода, построенном в 1920-х годах: оно служило в качестве одного из последних производственных помещений компании «Inwald», работавшей в Праге с 1878 года. Производство хрусталя — а затем и стекол «Durit» — окончательно прекратилось в 1935 году. В 1940-х и 50-х годах завод использовался автопроизводителем «Škoda» для производства своих дизельных двигателей, а затем помещение бывшего завода была передана управлению Чехословацкой железной дороги. В 1990-х годах корпуса были полностью заброшены и лишь ненадолго служили местом для размещения рабочих — во время строительства тоннеля в Мражовке.

### Резиденция
Международная художественная резиденция является одной из ключевых частей концепции арт-центра «MeetFactory». Программа состоит из двух частей: во-первых, из проживания иностранных художников в Чешской Республике и, во-вторых, из программы культурного обмена. На первом этаже здания арт-центра имеется жилая и рабочая площадь (в 3500 квадратных метров), разделённая на 15 студий: они каждый год предоставляются иностранным художникам, специализирующимся на изобразительном искусстве, для проживания (до 30 человек). На протяжении целого ряда лет «MeetFactory» успел принять в своих стенах несколько авторов из Голландии, США и Германии. Художники и проекты, которые будут реализованы в стенах центра, выбираются его художественным советом по рекомендации партнёрских организаций.
Желая преодолеть расстояние между «пассивным зрителем» и «активным художником», центр проводит образовательные мероприятия — прежде всего, мастер-классы — чтобы, в первую очередь, посетители смогли непосредственно участвовать в творческом процессе: то есть познакомиться как с самим искусством, так и с его создателями. Кроме того «MeetFactory» регулярно проводит дни открытых дверей, во время которых горожане и туристы могут свободно посещать студии и общаться с их резидентами.

### Галереи
«MeetFactory» распоряжается тремя галерейными пространствами, каждое из которых ведёт свою отдельную выставочную политику: это «Galerií MeetFactory», «Galerií Kostka» и «Galerií Zeď». В целом, выставочные программы ориентированы на современные тенденции в изобразительном искусстве — хотя, в рамках междисциплинарного подхода, актуальные философские и социально-политические проблемы также обсуждаются в стенах центра.
Так с конца ноября 2018 по конец января 2019 в галерее «Galerií MeetFactory» проходила временная персональная выставка художника Андреаса Грайнера (род. 1979) «Monument for the 308» (куратор Ева Рибова), представившая широкой публике монументальную скульптуру, напоминавшую скелет динозавра — в рамках экспозиции автор пытался «отдает дань уважения» цыпленку-бройлеру РОСС-308 (Ross 308), выведенному в 1950-х годах для удовлетворения потребностей пищевой промышленности. Благодаря специально подобранным комбикормам бройлеры вырастают до необходимого веса и размера (для убоя) всего за тридцать дней — при неестественной физиологии и условиях жизни. Монумент был создан с использованием компьютерной томографии — в сотрудничестве с научно-исследовательским университетом Technische Hochschule Wildau (TH Wildau) и медицинской организацией Charité (Берлин).

### Музыка
В марте 2010 года «MeetFactory» добавил в свою программу музыкальную составляющую: предполагалось ежегодно проводить в стенах центра от 50 до 70 концертов, разделенных на несколько регулярных и нерегулярных «абонементов»; для концертов был специально переоборудован зал вместимостью до 1000 человек. Предполагалось, что музыкальная программа — ориентированная, в первую очередь, на молодежную аудиторию (лиц от 16 до 23 лет) — значительно расширит предложение пражских музыкальных клубов. Основу программы составила экспериментальная музыка, но современная классическая музыка также стала её частью. MeetFactory также начал регулярно сотрудничать с местными музыкальными фестивалями «Lunchmeat», «Sperm», «Komiksfest» и «Stimul».

### Театр
Театр «MeetFactory» был основан в 2008 году: за прошедшие годы в нём были поставлены спектакли с целым рядом приглашённых иностранных театральных деятелей, в особенности режиссеров и сценографов; многие из них впервые работали в Чехии. Встречи любителей кино для обсуждение фильмов, литературные вечера с авторскими чтениями как начинающих, так и известных авторов, научные дискуссии и поэтический слэм «Slam Poetry» являются часть деятельности центра.